# Isomyia caudidiversa
Isomyia caudidiversa är en tvåvingeart som beskrevs av Deng och Fan 2006. Isomyia caudidiversa ingår i släktet Isomyia och familjen Rhiniidae. Inga underarter finns listade i Catalogue of Life.